# هجرة الصفيري
يعتبر مركز الصفيري من أكبر المراكز التابعة لمحافظة حفر الباطن في السعودية من حيث المساحة والسكان. وتبعد عن المحافظة ما يقارب 14 كيلو متر. وتعتبر الصفيري من المناطق المهمة لحفر الباطن حيث أنها ترتبط مع المحافظة بطريقين مهمين الأول يربطها مباشرةً مع المحافظة والطريق الآخر عبر الطريق الدولي الرابط ما بين محافظة حفر الباطن والمنطقة الشمالية. كما أن مركز الصفيري يمتاز بمساحة كبيرة تعتبر مكاناً جاذباً لرعي المواشي والتي تتمركز على السقاية من بئر ارتوازي في الصفيري. كما أن مركز الصفيري يعتبر البوابة الشمالية لحفر الباطن ويرتاده الكثير من الزوار من ممارسين هواية الصيد ولا سيما أنها تكون من أكثر المراكز زيارةً في فصل الربيع بما تمتازه من مناظر خلابه.

## السكان
يبلغ عدد سكان الصفيري 3190 نسمه تقريباً، وهم من أبناء قبيلة الظفير.

## المنشآت الحكومية
يوجد في مركز الصفيري العديد من الدوائر الحكومية الهامة مثل:
- مركز أمارة
رئيس المركز الشيخ / سلطان بن فيصل بن عجمي بن سويط
- مدرسة أبتدائية للبنين
- مدرسة متوسطة للبنين
- ثانوية قسم علوم طبيعية للبنين
- مدرسة أبتدائية للبنات
- ثانوية القسم الأدبي للبنات
- مركز صحي متطور
- مركز للشرطة
- مكتب للبريد
- دار فاطمة لتحفيظ القرآن
- روضة أطفال
- نادي الصفيري التطوعي والنشاطي
تم تأسيسه من قبل رئيس المركز وبدعم خاص من المركز وبعض رجال الأعمال في الصفيري

## خدمات
كهرباء
مشروع شبكة مياه مالحه لجميع المنازل
مشروع شبكة تحلية مياه للشرب لجميع المنازل
مشروع تحلية مياه لاهالي البادية المجاورة
مشروع مياه آخر اضافي لاهالي الصفيري وكذلك للبادية
طريق ازفلت مزدوج يربط الصفيري بمحافظة حفر الباطن
طريق ازفلت يربط الصفيري بالطريق الدولي
شبكات اتصال لشركة موبايلي والاتصالات وزين
جامع كبير
مسجد الراجحي
مسجدين آخرين في الهجرة

## الرياضة
نادي الصفيري الرياضي
رئيس الفريق الحالي / مصلح نزال الظفيري
فريق هجرة الصفيري
رئيس الفريق الحالي / صالح نزال الظفيري